# Consolidated Motor Company
Consolidated Motor Company, vorher Moyea Automobile Company, war ein US-amerikanischer Hersteller von Automobilen.

## Unternehmensgeschichte
Henry Cryder gründete Anfang Januar 1903 die Moyea Automobile Company. Der Sitz war in New York City. Im gleichen Jahr begann die Produktion von Automobilen. Der Markenname lautete Moyea. Die Produktion fand zunächst in Middletown in Ohio statt und später durch Alden Sampson in Pittsfield in Massachusetts. Im Januar 1904 änderte sich die Firmierung in Consolidated Motor Company. Ein eigenes Werk in Rye im US-Bundesstaat New York wurde erst 1904 bezogen.
1904 endete die Produktion. Alden Sampson übernahm alles und gründete die Alden Sampson Manufacturing Company.

## Fahrzeuge
Die Fahrzeuge entstanden nach einer Lizenz von Rochet-Schneider.
Das Modell von 1903 war der 12/16 HP. Der Vierzylindermotor war mit 12/16 PS angegeben. Das Fahrgestell hatte 224 cm Radstand. Der Aufbau war ein Tonneau mit fünf Sitzen. Der Neupreis betrug 5000 US-Dollar.
1904 erschien der 25 HP. Das Fahrgestell war für die schlechten Straßen verstärkt worden. Der Motor leistete nun 25 PS. Der Radstand betrug 231 cm. Der offene Tourenwagen bot Platz für fünf Personen. Der Preis konnte auf 4000 Dollar gesenkt werden.

## Modellübersicht
| Jahr | Modell   | Zylinder | Leistung (PS) | Radstand (cm) | Aufbau               |
| ---- | -------- | -------- | ------------- | ------------- | -------------------- |
| 1903 | 12/16 HP | 4        | 12/16         | 224           | Tonneau 5-sitzig     |
| 1194 | 25 HP    | 4        | 25            | 231           | Tourenwagen 5-sitzig |